# Melibe leonina
Sên biển mũ chụp (Danh pháp khoa học: Melibe leonina) là một loài sên biển trong họ Tethydidae, chúng là loài vật tự đoạn chi để trốn thoát thú săn mồi.

## Phân bố
Loài này xuất hiện ở bờ biển phía tây Bắc Mỹ, từ Alaska tới Baja California.

## Đặc điểm

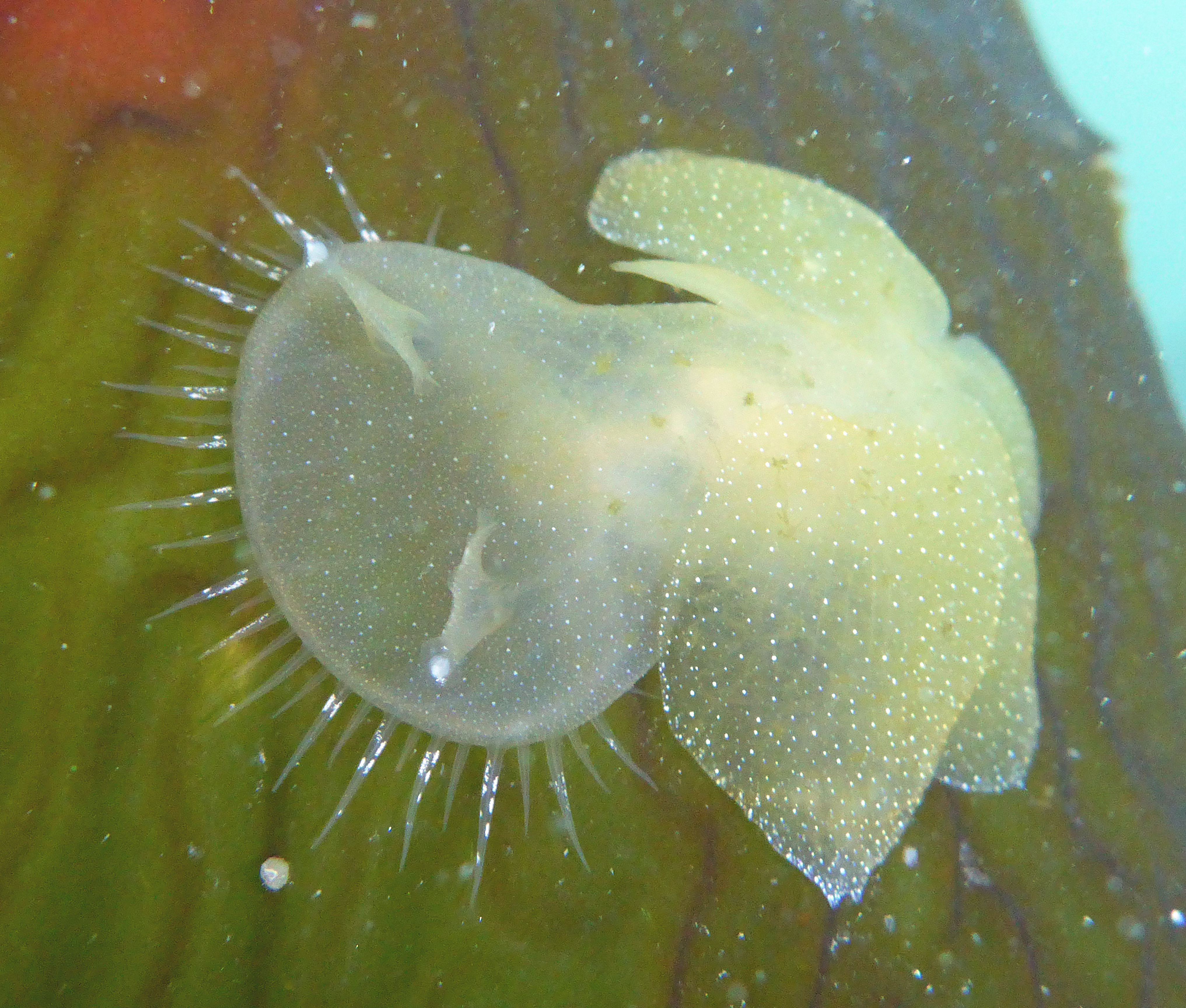
Melibe leonina from Santa Cruz, California.

Loài sên biển này có thể dài tới 102 mm, rộng 25 mm, và 51 mm dọc theo khoang miệng được mở rộng.
Sên biển mũ chụp melibe leonine không có lớp vỏ bảo vệ. Loài động vật thân mềm này sống trên những cây rong biển và sử dụng chiếc miệng hình mũ chụp có nhiều xúc tu để bắt loài tôm phù du nhỏ. Ở phía sau cơ thể chúng mọc ra những chiếc vây cerata có khả năng tách rời. Để thoát khỏi sự tấn công của những con cua, loài sên biển này sẵn sàng cắt rời phần vây giống mái chèo ở phía sau để bơi đi. quá trình tự đoạn chi của loài sên biển mũ chụp Melibe leonine là một cách ngăn thú săn mồi tấn công những bộ phận cơ thể dễ tổn thương.
Khi bị cua biển tấn công dùng càng kẹp chặt lấy những chiếc vây này, sên biển Melibe leonine sử dụng chiến thuật thoát thân. Trong tình huống nguy hiểm, mô ở gốc của cerata tan rã khiến chiếc vây này rụng ra. Hành vi tự đoạn chi này tương tự như cách thằn lằn ngắt đuôi khi bị thú săn mồi bắt. Sên biển có thể mọc lại phần vây bị đứt sau đó. Khi cơ chế này diễn ra, những cơ dọc co rút mạnh, gây áp lực lên gốc phần vây, giải phóng vật chất dạng hạt từ tế bào và phá vỡ các mô liên kết. Hai hai cơ vòng dọc gốc phần vây co rút để tách rời cerata và làm liền vết thương, giúp sên biển khỏi chết.

## Sinh thái học

### Môi trường sống

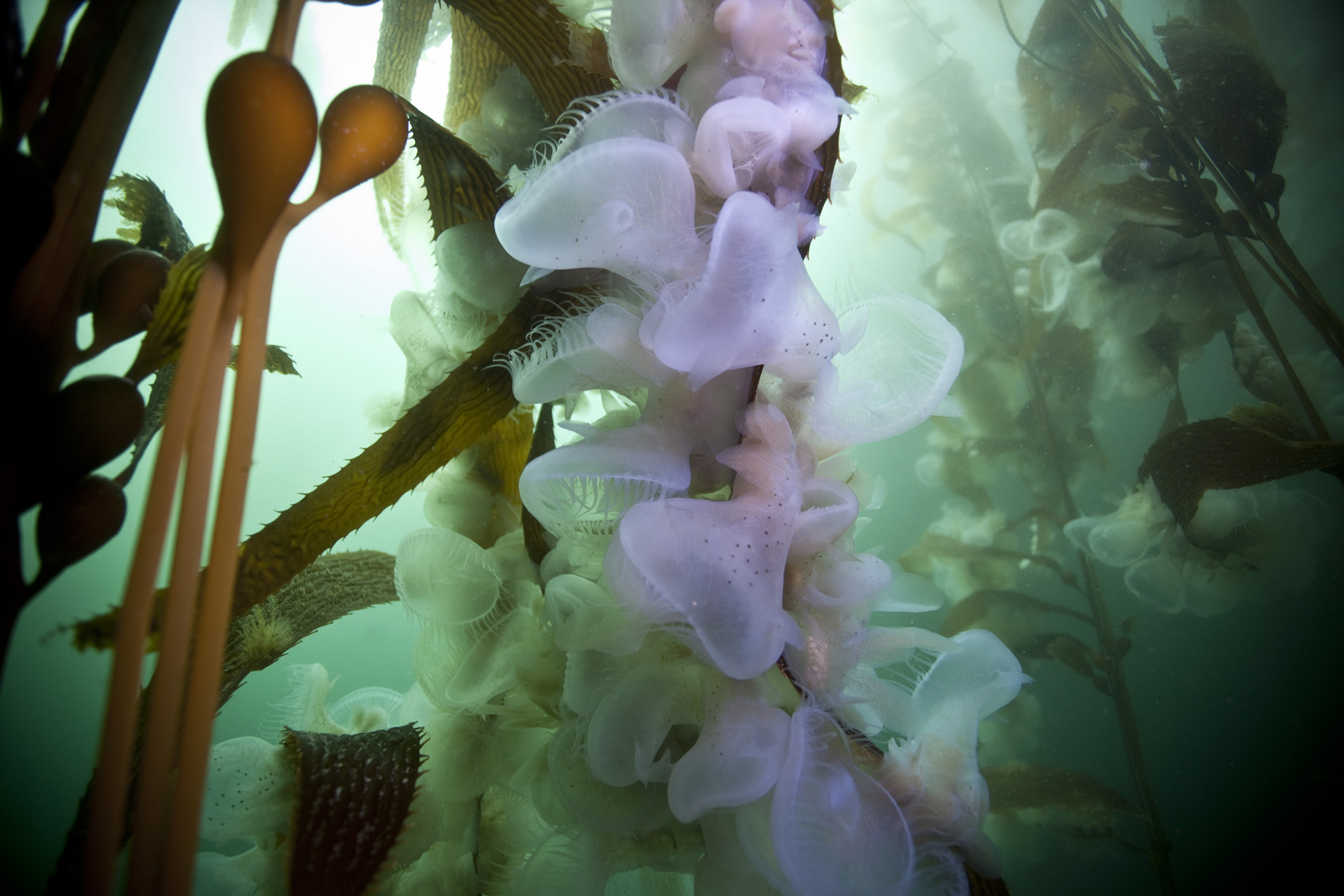
Một số Melibe leonina trong rừng tảo bẹ.

Được tìm thấy trên cỏ Zostera và các loại tảo biển khác gần khu vực thủy triều thấp và bên dưới, và trong các khu rừng tảo bẹ ở vùng nước sâu hơn.

### Tập tính ăn

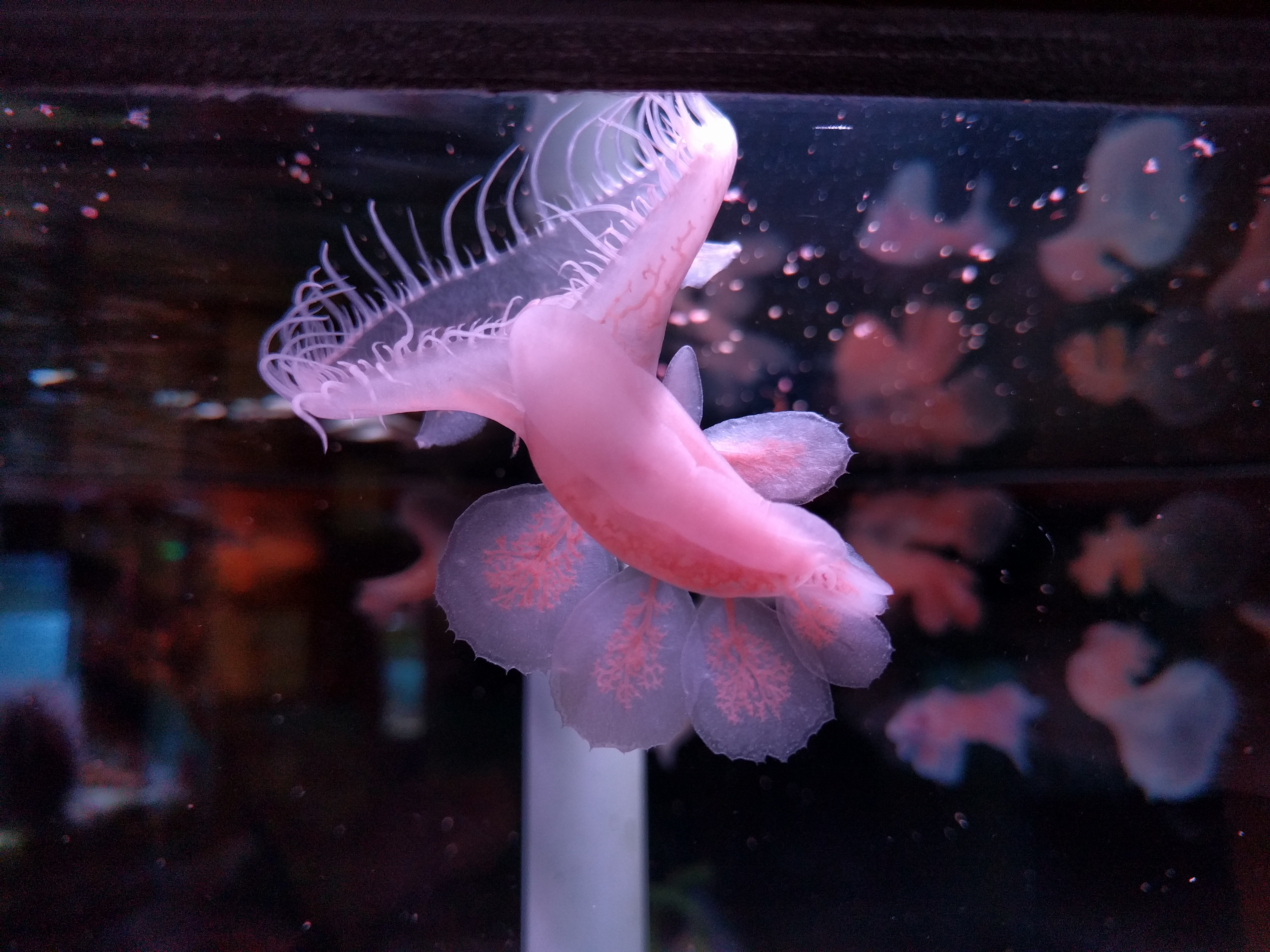
Melibe leonina ăn bằng cách mở khoang miệng để bẫy mồi. Cabrillo Marine Aquarium, San Pedro, California.

Melibe leonina là một loài ăn thịt và nó săn con mồi, đồng thời bám chặt vào cỏ, bằng cách mở rộng khoang miệng của nó ra và xuống dưới như một cái lưới. Khi bề mặt ở bụng của khoang miệng chạm vào một con vật nhỏ, cái khoang nhanh chóng đóng lại và các xúc tu có viền trùng đè lên nhau, giữa chặt con mồi rồi ấn toàn bộ con vật vào trong miệng. Con mồi của nó bao gồm Amphipoda, bộ chân kiếm, Mysidae, 
các loài giáp xác nhỏ khác, động vật thân mềm nhỏ, sứa nhỏ và sứa lược, ấu trùng của các loài không xương sống khác và trong một vài trường hợp cả cá nhỏ.

### Vòng đời
Giống như hầu hết các loài sên biển khác, Melibe leonina là một sinh vật lưỡng tính. Chúng có vẻ sống được khoảng một năm, thụ tinh qua lại lẫn nhau, đẻ trứng rồi chết. Trứng của chúng dính vào tảo bẹ và cỏ lươn trong một rải màu kem hoặc vàng rộng, dài, thứ tạo thành những cuộn chặt hoặc những gói hình sóng.

### Kẻ săn mồi
Những sinh vật săn loài này có thể bao gồm cá, cua sống ở tảo bẹ và sao biển, nhưng khi bị làm phiền Melibe leonina có khả năng tự cắt đứt cerata của nó. Điều này có thể làm sao lãng kẻ tân công trong khi phần phụ bỏ đi trôi đi, giúp cho con sên biển trốn thoát.
Khi bị quấy rầy hoặc bị đánh bật ra khỏi vị trí, Melibe leonina có khả năng bơi. Nó sử dụng các chuyển động uốn thân bên nhịp nhàng, và đôi khi có thể bơi một quãng xa trong vùng nước. Chuyển động từ trên xuống dưới, sang ngang bao gồm nhiều cử động phức tạp thứ đã đang được nghiên cứu hết sức kỹ lưỡng.